# Hugo Huber
Hugo Huber (SVD), (* 1919 in Häggenschwil; † 7. April 2014 in Menzingen) war ein Schweizer Ethnologe.

## Leben
Huber besuchte das Gymnasium in Einsiedeln und studierte Theologie an der Universität Freiburg (Schweiz). 1941 trat er ins Noviziat der Steyler Missionare ein und wurde 1945 zum Priester geweiht. Danach widmete er sich unter P. Wilhelm Schmidt der Ethnologie in Freiburg und London. 1950 promovierte er mit einer Arbeit über Tod und Fortleben im Glauben westafrikanischer Völker. 1951 reiste er nach Ghana, wo er bis 1957 Feldforschung betrieb und in der Pastoral mithalf. Während dieser Jahre verfasste er The Krobo: Traditional Social and Religious Life of a West African People.
Von 1960 bis 1989 war Huber Ethnologieprofessor in Freiburg, von 1973 bis 1977 war er Präsident der Schweizerischen Afrika-Gesellschaft und von 1977 bis 1981 Vorstand der Schweizerischen Ethnologischen Gesellschaft. Huber wohnte in diesen Jahren bei den Steyler Missionaren (im ehemaligen Anthroposinstitut Froideville in Hauterive); das Haus in Posieux wurde unter ihm zu einem akademischen Treffpunkt. Seine Abschiedsvorlesung hielt er über Der Narr, die Zeit und der Tod, in Anlehnung daran, dass Übergangszeiten in traditionellen Gesellschaften Afrikas als Narrenzeiten begangen werden, weil sie «ein Vorwegnehmen des Todes bedeuten».
Danach wirkte Huber in verschiedenen deutschschweizer Pfarreien; ab 2005 wohnte er im Haus Marienburg der Steyler Missionare in Thal bei Rheineck, ab 2013 in Menzingen.